# Papel de cera

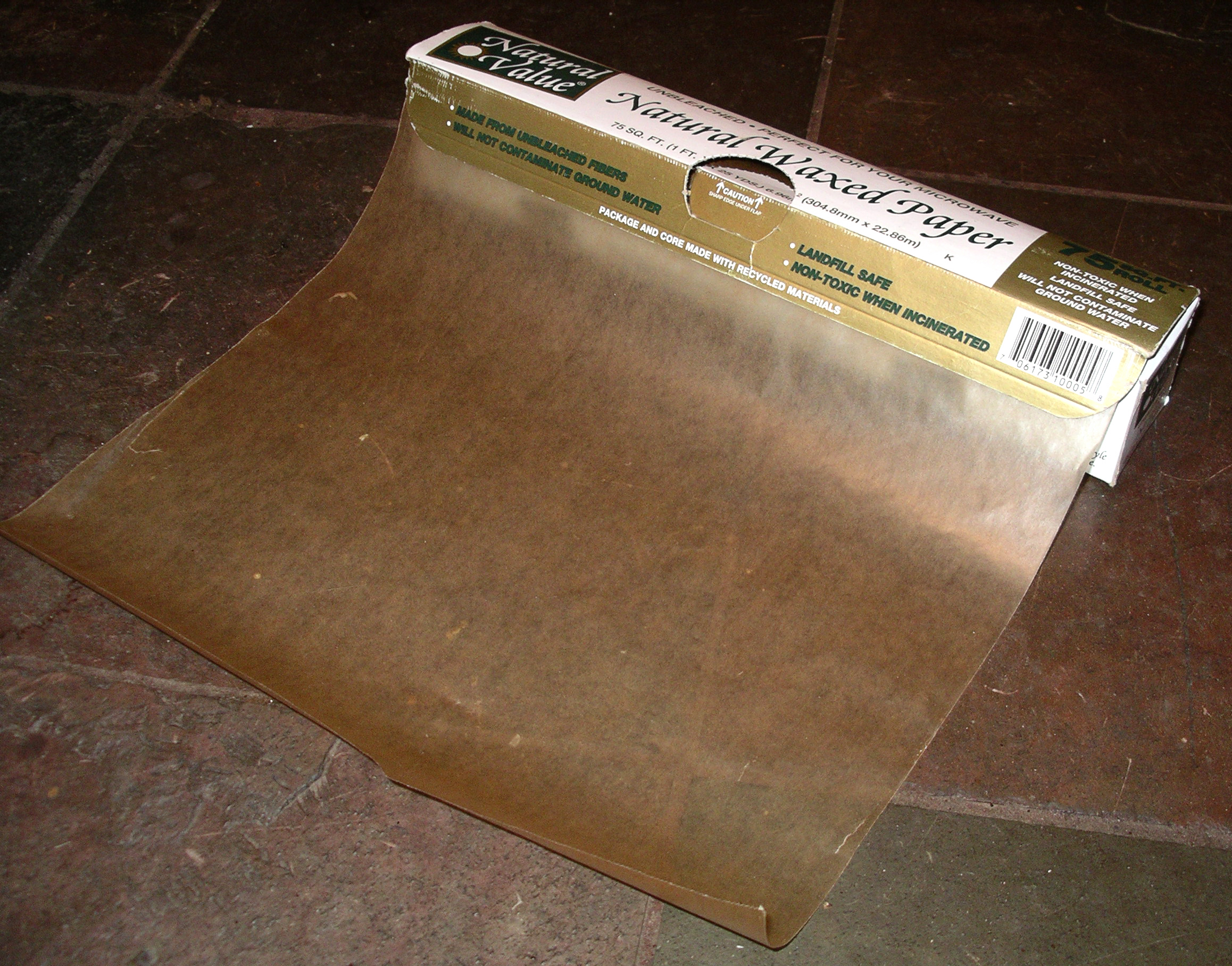
Um rolo de papel de cera

Papel de cera (ou papel encerado ou papel parafinado) é o papel que foi tornado à prova de umidade por meio da aplicação de cera.

## Visão geral
A prática de untar pergaminho ou papel para torná-lo semitranslúcido ou à prova de umidade remonta pelo menos à Idade Média. O papel impregnado ou revestido com cera de abelha purificada foi amplamente utilizado ao longo do século XIX para reter ou excluir a umidade ou para embrulhar produtos odoríferos. Gustave Le Gray introduziu o uso de papel encerado para negativos fotográficos em 1851.
A cera natural foi amplamente substituída para a fabricação de papel de cera (ou papel parafinado) depois que Hermann Frasch desenvolveu maneiras de purificar a parafina e revestir papel com ela em 1876.
O papel de cera é comumente usado na culinária (no cozimento) por suas propriedades antiaderentes e na embalagem de alimentos para armazenamento, como biscoitos, uma vez que mantém a água dentro ou fora. Também é usado em artes e ofícios.
O papel de cera não é recomendado para assar no forno, pois pode fumegar; o papel manteiga é melhor para essa finalidade.